# Methylester kyseliny mravenčí
Methylester kyseliny mravenčí (též mravenčan methylnatý), vzorec HCOOCH3, je ester kyseliny mravenčí s methanolem. Je nerozpustný ve vodě, ale rozpustný v organických rozpouštědlech.